# الشركة الشمالية

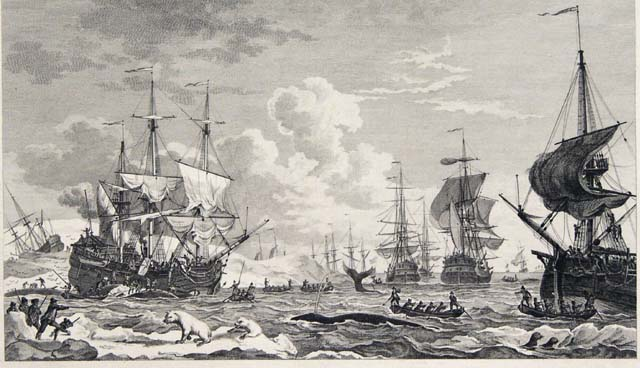
صيد الحيتان، بريشة H. Kobell, Jr.

الشركة الشمالية ("Noordsche Compagnie") كانت منظمة تجارية هولندية لصيد الحيتان، أسستها عدد من المدن في هولندا عام 1614، وبقيت عاملة حتى عام 1642. بعد فترة وجيزة من تأسيسها، أصبحت متشابكة ومتورطة في الصراعات الإقليمية مع إنجلترا والدنمارك وفرنسا، وغيرها من الجماعات داخل هولندا.

## فهرست
- Hart, S. (1957) De eerste Nederlandse tocht ter walvisvaart. In: Jaarboek أمستردام, p. 27-64. (Dutch)
- Dillen, J.G. van (1970) Van Rijkdom en Regenten. Handboek tot de Economische en Sociale Geschiedenis van Nederland tijdens de Republiek, p. 248-55. (Dutch)

## مصادر خارجية

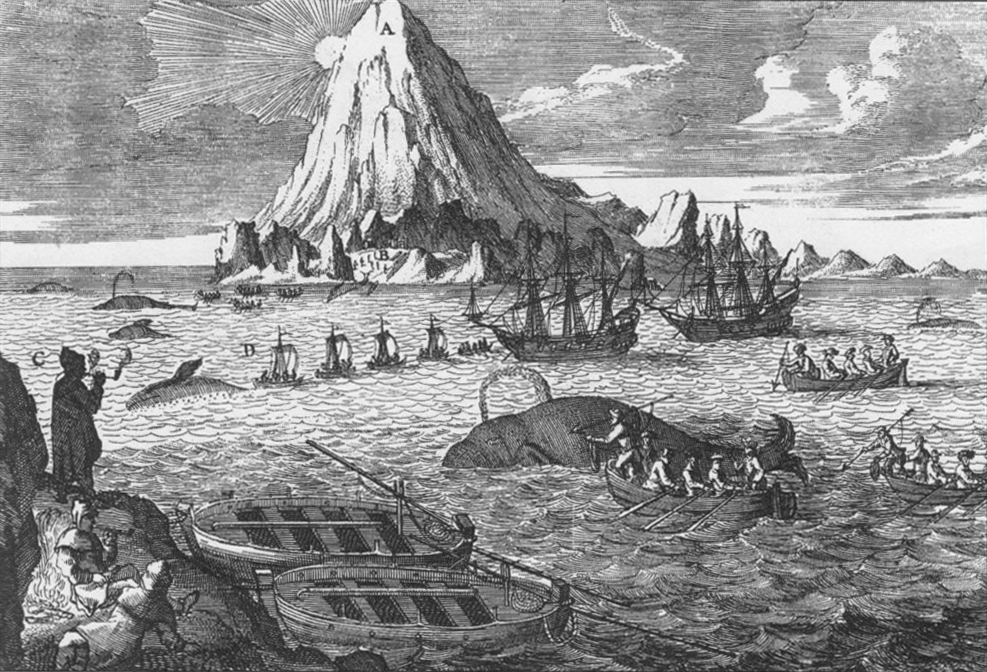
صيد الحيتان في المنطقة القطبية، مجهول، مطبوعة من القرن 18.